# Mio figlio Nerone
Mio figlio Nerone è un film del 1956 diretto da Steno.
La pellicola vede come protagonista Alberto Sordi, nei panni di Nerone.

## Trama
L'imperatore Nerone vive nella sua ricca dimora di Bauli, circondato da amici fannulloni, dalla fidanzata Poppea e dal furbo consigliere Seneca, i quali lusingano il suo canto e lo spingono ad occuparsi più di spettacoli che dei suoi veri impegni a Roma. Un giorno giunge alla villa la madre Agrippina che richiama severamente il figlio all'ordine. Nerone però non se la sente di partire per la guerra nelle gelide pianure del Nord Europa, e così architetta l'avvelenamento della madre. Ma il tentativo di matricidio non va a buon fine e Agrippina riesce a scagliare Nerone contro i suoi amici. L'imperatore sta quasi per uccidere tutti quando il miracoloso intervento di Seneca lo convince a non farlo.
Così, ancora una volta, Nerone torna ai suoi divertimenti sperando che la madre muoia nella tragedia navale da lui architettata. Ma ciò non avviene e Agrippina ritorna nuovamente alla villa. Questa volta la donna scende a patti con Seneca e Poppea, concedendo a quest'ultima di sposare suo figlio, a condizione che quest'ultimo smetta di cantare, definendolo vocalmente un cane. Nerone, ascoltate queste parole, in preda alla follia brucia l'intera città di Roma e uccide Agrippina, Poppea e Seneca, continuando a tormentare col suo canto i loro busti marmorei.

## Produzione

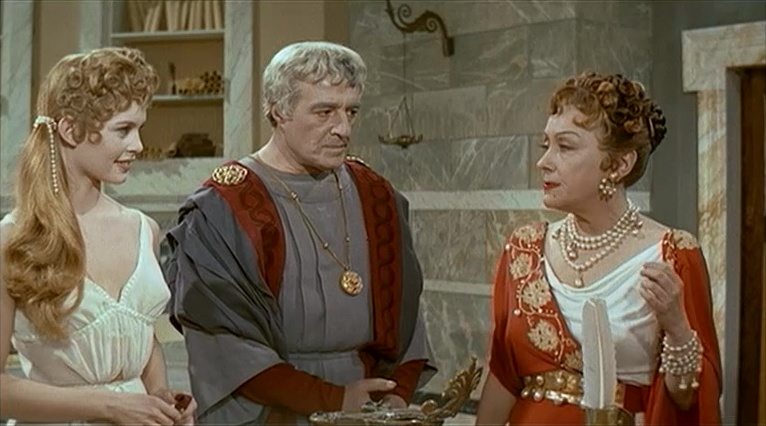
I coprotagonisti Brigitte Bardot, Vittorio De Sica e Gloria Swanson in una scena del film

Il rapporto tra attori e produttori del film non fu facile da gestire. Come dichiarò Steno molti anni dopo, Gloria Swanson non legò né con Sordi, né soprattutto con la Bardot, verso la quale dimostrò un'inequivocabile e costante gelosia. Il regista affermò inoltre che la Swanson non capì per nulla l'umorismo nero del film, al punto di giudicarlo come il peggior film della sua carriera. Vittorio De Sica chiese all'attrice statunitense come mai non si fosse trovata nel film: «Non
lo sapete? - disse la Swanson - ho accettato solo perché c'eravate voi». «E io perché c'eravate voi», replicò De Sica. «Allora - concluse lei - siamo stati imbecilli tutt'e due».
Per il ruolo di Poppea si era inizialmente pensato alla più famosa Anita Ekberg, al posto dell'allora semisconosciuta Brigitte Bardot.

### Riprese
Le scene ambientate presso la villa di Nerone a Bauli sono state girate a Punta Ala, promontorio che chiude il golfo di Follonica.

## Distribuzione
Il film è stato proiettato in prima assoluta il 7 settembre 1956 alla 17ª edizione del Festival di Venezia; si racconta che Sordi, irritato dalla propria interpretazione, abbia abbandonato la sala a metà proiezione. Anni più tardi, nella trasmissione Storia di un italiano, l'attore romano dichiarò che il film non gli è mai piaciuto.

## Accoglienza

### Critica
(Leo Pestelli su La Stampa del 20 settembre 1956)